# Jebel

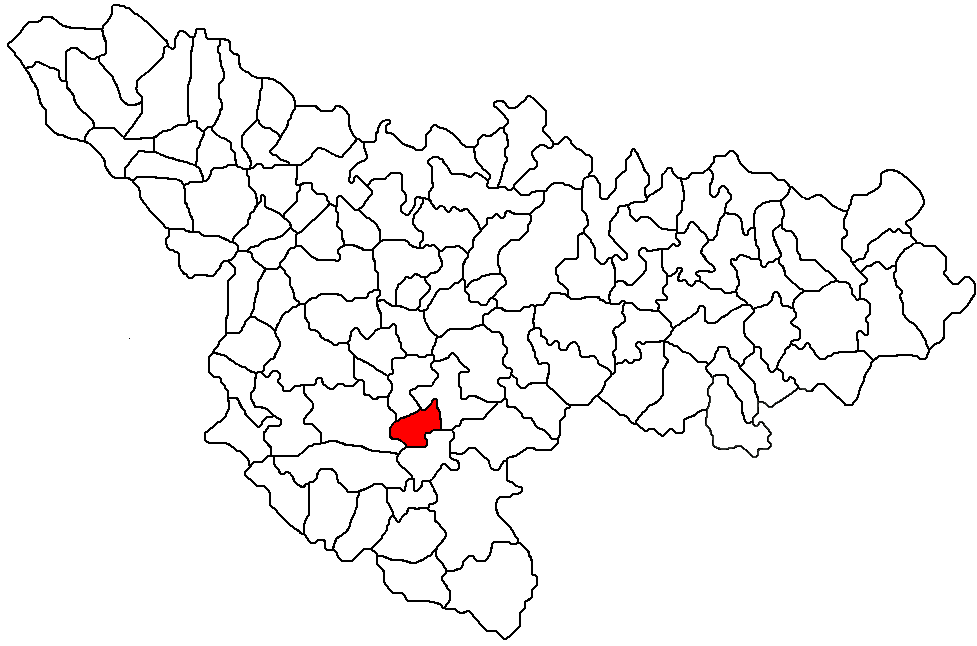
Lage von Jebel im Kreis Timiș

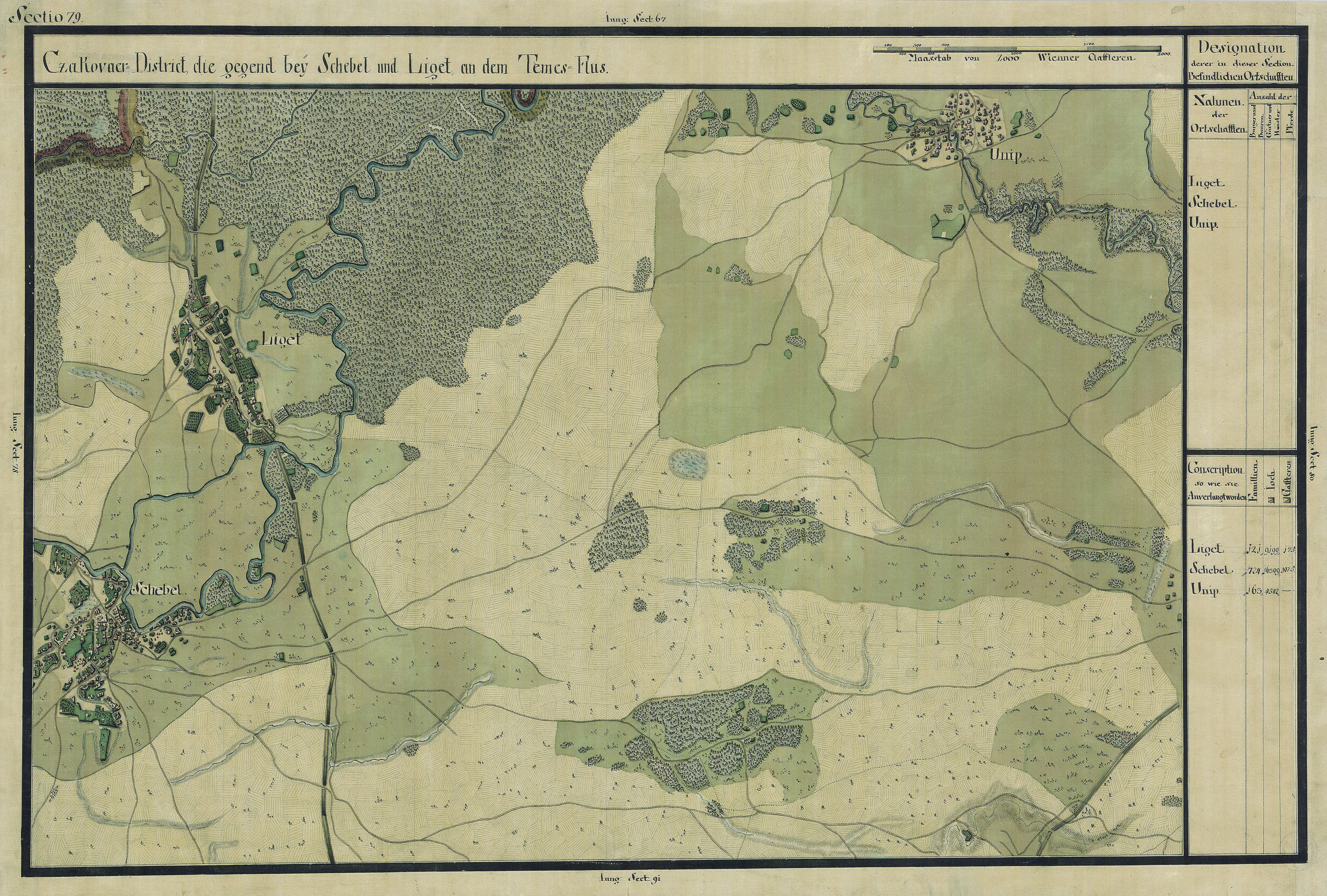
Jebel auf der Josephinischen Landaufnahme (1769–1772)

Jebel (deutsch Schebel, ungarisch Széphely) ist eine Gemeinde im Kreis Timiș, in der Region Banat, im Südwesten Rumäniens.

## Geografische Lage
Jebel liegt 24 Kilometer südlich von Timișoara und 20 Kilometer nördlich von Deta, an der Nationalstraße Drum național 59 Timișoara–Stamora Moravița und an der Europastraße E-70 zwischen Voiteg und Șag.

## Nachbarorte
| Peciu Nou | Pădureni                                    | Urseni   |
| Cebza     | Kompassrose, die auf Nachbargemeinden zeigt | Liebling |
| Ciacova   | Voiteg                                      | Folea    |

## Geschichte
Der Ort wurde 1332 erstmals urkundlich unter der Bezeichnung Zephel erwähnt.
1401 hatte Nicolae Trentul aici eine Burg. 1425 hatte der Ort das Recht einen Jahrmarkt abzuhalten. 1479 wurde Jebel von dem Grafen Banffy gekauft.
Während der Türkenherrschaft war Jebel ein bewohnter Ort. Zur Zeit der Josephinischen Landaufnahme von 1717, hieß der Ort Schebell, hatte 200 Häuser. Nach dem Frieden von Passarowitz (1718), als das Banat eine Habsburger Krondomäne wurde, war Schebel Teil des Temescher Banats.
Am 4. Juni 1920 wurde das Banat infolge des Vertrags von Trianon dreigeteilt. Der größte, östliche Teil, zu dem auch Jebel gehört, fiel an das Königreich Rumänien.
Am 19. September 1939 wurden die Gespräche zwischen dem rumänischen Außenminister Grigore Gafencu und seinem jugoslawischen Amtskollegen Cinciar Markovic zur Gründung einer neutralen Zone auf dem Balkan in einem Waggon auf dem Bahnhof von Jebel geführt.

## Demografie
Die Bevölkerungsentwicklung der Gemeinde Jebel:
| 1880 | 4854 | 4205 | 334 | 212 | 103            |
| 1910 | 5947 | 4773 | 722 | 328 | 124            |
| 1930 | 5328 | 4428 | 545 | 212 | 143            |
| 1977 | 6147 | 5783 | 168 | 94  | 102            |
| 2002 | 5350 | 4884 | 66  | 28  | 372            |
| 2021 | 3781 | 3167 | 3   | 2   | 609 (169 Roma) |

## Persönlichkeiten
- Hans Schäfer (* 1913 in Széphely; † 1989 in Braunschweig), Jurist und Politiker, niedersächsischer Justizminister